# Piedecuesta
Piedecuesta è un comune della Colombia facente parte del dipartimento di Santander.
Anche se la zona venne visitata dai conquistadores guidati da Ambrosio Alfinger fin dal 1532, gli storici indicano la fondazione dell'abitato nel 1776 da parte di José Ignacio Zabala.